# Hjulbyvej (Nyborg)
 Hjulbyvej  er en omfartsvej der går vest om Nyborg. Vejen er en del af primærrute 8 der går imellem Tønder og Nyborg og  er med  til at få trafikken der skal ud til den Fynske Motorvej E20 uden om Nyborg Centrum så byen ikke blev belastet af for meget tung trafik.
Vejen forbinder Nyborgvej i syd med Odensevej i nord, og har forbindelse til Odensevej, Toftegårdsvej frakørsel 46 Nyborg V, Fynsvej, Nyhavevej, Ferritslevvej, Bøjdenvej og Svalehøjvej